# Puccinia opizii
Puccinia opizii är en svampart som beskrevs av Bubák 1902. Puccinia opizii ingår i släktet Puccinia och familjen Pucciniaceae.   Inga underarter finns listade i Catalogue of Life.